# Protecció subsidiària
La protecció subsidiària és el dret a la protecció internacional que es reconeix a les persones vingudes de tercers països i a aquelles que són considerades apàtrides que no reuneixen les condicions pel reconeixement de l'estatut de persona refugiada. No obstant això, es considera que hi ha prou motius fundats per creure que si aquesta persona retorna al seu país d'origen, hauria d'enfrontar-se a un risc molt elevat de sofrir greus danys contra la seva seguretat i la vida.

D’aquesta manera queda recollit a l'article 4. La protecció subsidiària:
«Article 4. La protecció subsidiària. El dret a la protecció subsidiària és el que es dispensa a les persones d'altres països i als apàtrides que, sense complir els requisits per obtenir l'asil o ser reconegudes com a refugiades, però respecte de les quals es donin motius fundats per creure que si tornessin al seu país d'origen en el cas dels nacionals, o al de la seva anterior residència habitual en el cas dels apàtrides, s’enfrontarien a un risc real de patir algun dels danys greus que preveu l'article 10 d'aquesta Llei, i que no poden o, a causa de l'esmentat risc, no volen acollir-se a la protecció del país de què es tracti, sempre que no es doni algun dels supòsits enumerats als articles 11 i 12 d'aquesta Llei.»
En el cas espanyol, la protecció subsidiària és anul·lada quan és considerada innecessària o no està justificada. En paràmetres de la Llei 12/2009, o més coneguda com a Llei d'asil, i del corresponent article 45. Procediments per al cessament i la revocació., aquesta protecció no s’aplica quan:
1. La persona sol·licitant ho expressa.
2. La persona sol·licitant ha abandonat el territori espanyol i fixa la seva residència en un altre país.
3. La persona sol·licitant ja no viu les circumstàncies de perill, o aquestes canvien, que fan que la protecció no sigui necessària.

En tot cas, el canvi de les circumstàncies ha de ser de real i de llarga durada perquè assumeixi la seguretat de la persona davant de qualsevol perill. Així mateix, l'anul·lació de la protecció subsidiària no impedeix que la persona continuï residint a l'estat, ja que passa a ser gestionat sota la normativa vigent d'estrangeria i immigració.

### Article10.Danys greus
Segons l'article present de la Llei d'Asil, la protecció subsidiària protegeix en cas de:
a) Condemna de mort o risc d'execució.
b) Tortura o tractes inhumans i degradants.
b) Amenaces greus contra la vida i la integritat de la població civil motivades per actuacions de violència indiscriminada en situacions de conflicte internacional o intern.

### Estatut de protecció subsidiària
En el cas de l'estat espanyol i de la seva legislació, d'acord amb l'Estatut de protecció subsidiària, quedant així recollit en l'article 36 de la Llei d'Asil, la protecció reconeix els següents drets:
1. La protecció contra la devolució involuntària.
2. L'accés a la informació sobre els drets i obligacions en relació amb la matèria de protecció internacional i en una llengua que comprengui la persona sol·licitant.
3. L'autorització de residència i a un treball permanent.
4. L'expedició de documents d'identitat i viatge quan sigui necessari per a la persona sol·licitant.
5. L'accés lliure als serveis públics d'ocupació.
6. L'accés a l'educació, a l'assistència sanitària, a l'habitatge, a l'assistència social i serveis socials, als drets reconeguts per la legislació aplicable a les persones víctimes de violència de gènere (en el cas que sigui necessària), a la seguretat social i als programes d'integració. Tenint en compte i aplicant les mateixes condicions que a les persones de nacionalitat espanyola.
7. L'accés a la formació contínua i/o ocupacional i a la feina en pràctiques, així com als procediments de reconeixement de diplomes i certificats acadèmics i professionals i altres proves de qualificacions oficials expedides a l'estranger.
8. La llibertat de circulació pel territori.
9. L'accés als programes d'integració amb caràcter general o específic.
10. L'accés als programes d'ajuda en cas de voler retornar al país d'origen de manera voluntària.
11. El manteniment de la unitat familiar i accés als programes de suport.

### Diferència amb el dret a l'asil
El dret a l'asil i a la protecció subsidiària són dues vies dins de la protecció internacional. D’una banda, l'asil és el dret que té tota persona a buscar protecció fora del seu país perquè es veu obligada a fugir-ne a causa de les conseqüències d'un conflicte o una persecució que posen en perill la seva vida per qüestió de raça, de religió, de gènere, d'orientació sexual, de grup social, de nacionalitat o d'opinió política.
D’altra banda, la protecció subsidiària va dirigida a aquella persona que ha de fugir del seu país, però que no compleix els requisits del dret d'asil. Tot i això, la seva vida perilla en el país d'origen i necessita la protecció d'un altre país.

### Legislació espanyola
En el cas d'Espanya, la protecció subsidiària queda recollida a la Llei 12/2009 de 30 d'octubre, reguladora del dret d'asil i de la protecció subsidiària.

### Resposta del govern espanyol
En 2019, segons l'informe d'ACNUR, de les 60 198 persones amb casos resolts a Espanya només 1 503 van rebre ajuda subsidiària. Moltes persones refugiades es queden sense la protecció adequada i es veuen obligades a retornar al seu país d'origen. A més a més, les Oficines d'Asil i Refugi continuen inundades per l'acumulació d'expedients pendents de resolució a causa de la llarga llista de tramitacions.